# Turchia ai Giochi della XXIV Olimpiade
La Turchia partecipò ai Giochi della XXIV Olimpiade, svoltisi a Seul, Corea del Sud, dal 17 settembre al 2 ottobre 1988, con una delegazione di 41 atleti impegnati in nove discipline.